# Lepidopsallus californicus
Lepidopsallus californicus är en insektsart som beskrevs av Knight 1968. Lepidopsallus californicus ingår i släktet Lepidopsallus och familjen ängsskinnbaggar. Inga underarter finns listade i Catalogue of Life.